# Theretra lenis
Theretra lenis är en fjärilsart som beskrevs av Jordan 1926. Theretra lenis ingår i släktet Theretra och familjen svärmare. Inga underarter finns listade i Catalogue of Life.